# نبرد دیبالتوم
نبرد دیبالتوم نبردی میان ارتش امپراتوری روم و ارتش گوتی‌ها، هون‌ها و آلان‌ها بود که در تابستان ۳۷۷ میلادی در بیرون از شهر دیبالتوم در تراکیه رخ‌داد و با پیروزی گوت‌ها به پایان‌رسید.

## زمینه
پس از اینکه ساترنینوس دستور داد تا سربازان از رشته‌کوه‌های بالکان عقب‌نشینی کنند، گوت‌ها به درون موئسیا در تراکیه گذر کردند و به غارت حومه‌شهر پرداختند. نیرویی از گوت‌ها، به همراه متحدان نوین خود یعنی آلان‌ها و هون‌ها، منطقهٔ مارکیانوپولیس را ترک کرده و به جستجوی غارت به سمت جنوب مسافرت کردند و به نزدیکی شهر دیبالتوم رسیدند.
بارزیمرس یا تریبونوم سکوتاریوروم (فرمانده نگهبانان)، به همراه سایر اسپهبدان، به شرق در تراکیه فرستاده شد تا با گوت‌ها بجنگد، و شروع به ایجاد کمپ در بیرون از دیبالتوم کرد. ارتش رومی شامل واحدهایی از جمله سواره‌نظام‌های سکوتاری، کورنوتی، و سایر واحدهای پیاده‌نظام بود.

## نبرد
گوت‌ها با ایجاد کمپ در شب، رومی‌ها را سرگشته کردند، و بارزیمرس سریعاً ارتش را به آرایش جنگی درآورد. رومی‌ها طوری به گوت‌ها حمله کردند تا تلاش کنند نیروهای آنها را به عقب‌نشینی وادارند، اما نیروی عظیمی از سواره‌نظام‌ها دیرهنگام وارد جنگ شده و به رومی‌ها چیره شدند. در این نبرد، بارزیمرس کشته شد، اکوئیتوس (ارتشبد دربار) اسیر شد، و بخش بزرگی از ارتش روم از میان رفت.

## عواقب
گوت‌ها، هون‌ها و آلان‌ها، شهر دیبالتوم را غارت کرده، و به سوی منطقه‌ای که امروز به عنوان استارا زاگورا شناخته می‌شود حرکت کرده تا به اسپهبد فریگریدوس حمله کنند، اما پیشاهنگان او مهاجمان را شناسایی کردند و فریگریدوس بی‌درنگ به ایلیریا عقب‌نشینی کرد. اکوئیتوس سپس موفق شد تا از اسارت آزاد شود.

## کتابشناسی
- Boeft, Jan den; Drijvers, Jan Willem; Hengst, Daniël den; Teitler, Hans C. (2017). Philological and Historical Commentary on Ammianus Marcellinus XXXI. BRILL.
- Coombs-Hoar, Adrian (2015). Eagles in the Dust: The Roman Defeat at Adrianopolis AD 378. Pen and Sword.
- Dikov, Ivan (15 August 2015). "Archaeologists Unearth Odd Early Byzantine Fortress Tower in Ancient Roman City Deultum in Bulgaria's Debelt". Archaeology in Bulgaria. Archived from the original on 19 November 2020. Retrieved 2 April 2022.
- Hughs, Ian (2013). Imperial Brothers: Valentinian, Valens and the Disaster at Adrianople. Pen and Sword.
- Taylor, Donathan (2016). Roman Empire at War: A Compendium of Roman Battles from 31 B.C. to A.D. 565. Pen and Sword.